# Eugen Ulmer (Verleger)

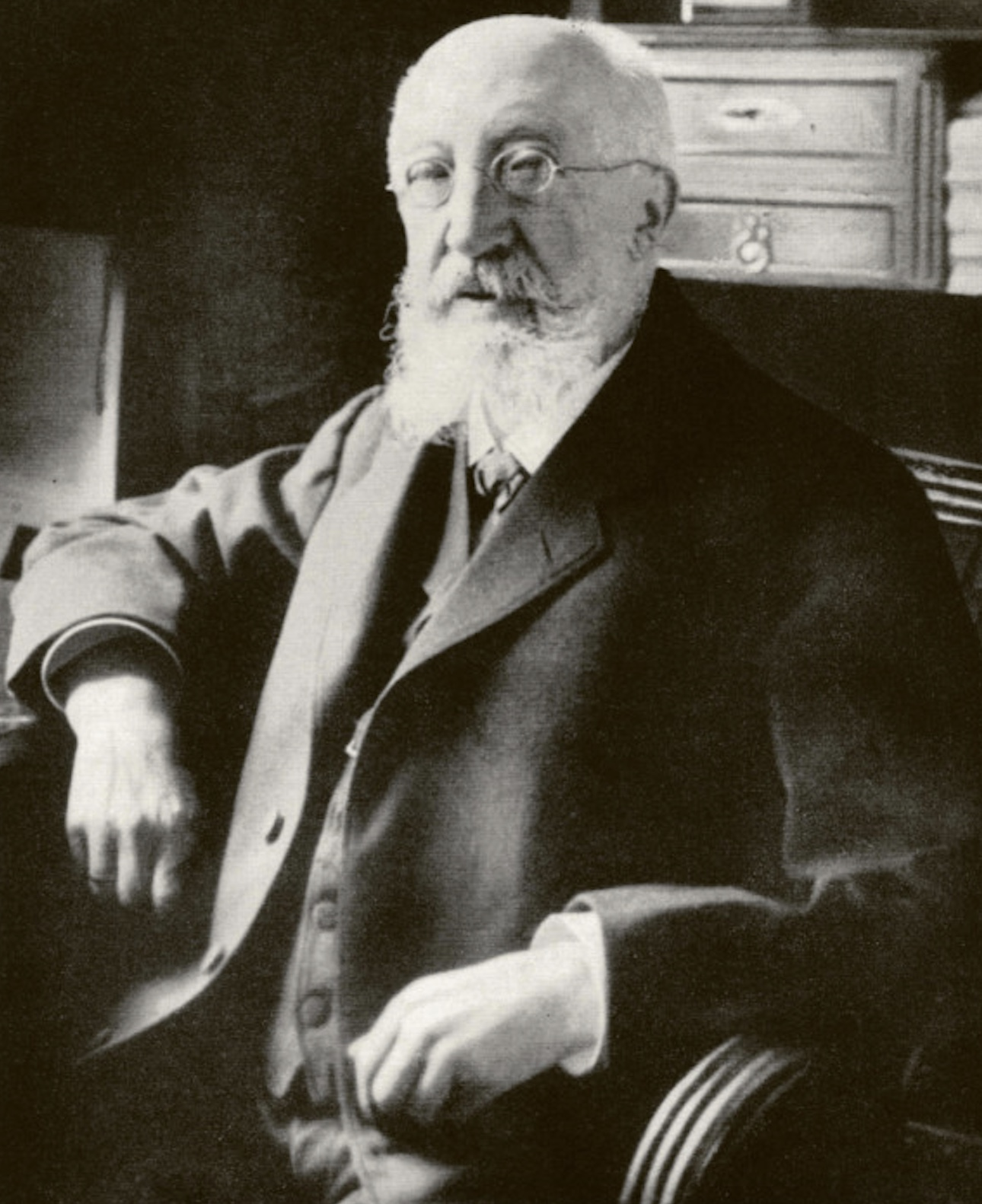
Eugen Ulmer um 1915

Eugen Carl Robert Ulmer (* 30. Juli 1837 in Nürtingen; † 2. Januar 1917 in Stuttgart) war ein deutscher Verleger und Buchhändler. Er gründete den bis heute bestehenden Verlag Eugen Ulmer als Fachverlag für Land- und Forstwirtschaft, Obst-, Gemüse-, Garten- und Weinbau.

## Lebensweg und Lebenswerk
Eugen Ulmer wurde in Nürtingen am 30. Juli 1837 als Sohn des Apothekers Karl Christian Friedrich Ulmer (1798–1876) und seiner Frau Sofie Charlotte Amalie geborene Faber (1803–1893) geboren. Die Familie zog 1839 nach Ravensburg, seine Schwester Julie (1828–1919), heiratete 1847 den Ravensburger Buchhändler Carl Maier (1819–1867). Eugen Ulmer begann eine Lehre bei der Dorn’schen Buchhandlung, bei der sein Schwager Maier Geschäftsführer und Teilhaber war. Nach Abschluss der Lehrzeit war Ulmer Gehilfe in der Deuerlich’schen Buchhandlung in Göttingen und danach Gehilfe bei der Belser’schen Buchhandlung in Stuttgart. Ulmer heiratete 1862 Pauline Charlotte Belser (* 1839), die Tochter des Buchhändlers und Verlegers Christian Jakob Belser, und wurde im selben Jahr Geschäftsführer, ab 1866 Inhaber der Chr. Belser’schen Sortiments-, Buch- & Landkartenhandlung. Das Paar hatte drei Söhne: Eugen Hans (1865–1943), Moritz (1869–1947) und Richard (1871–1962).
Maier gründete 1860 einen pomologischen und landwirtschaftlichen Verlag und übernahm 1864 den pomologischen Verlag von Ebner & Seubert in Stuttgart. Im Verlag der Dorn’schen Buchhandlung erschien unter anderem das „Taschenbuch für Pomologen, Gärtner und Gartenfreunde“ von Eduard Lucas. Nach dem plötzlichen Tod von Maier 1867 zog Ulmer mit seiner Frau von Stuttgart nach Ravensburg, kaufte von der Dorn’schen Buchhandlung Carl Maier zugehörenden Verlag, Buchdruckerei und Oberschwäbischem Anzeiger, und übernahm von seiner Schwester Julie Maier die Anteile an der Dorn’schen Buchhandlung. Die Chr. Belser’sche Sortiments-Buch & Landkarten-Handlung in Stuttgart wurde 1868 an Albert Müller verkauft, Den Oberschwäbischen Anzeiger führte Ulmer anfangs fort, im Juli 1874 wurde die Buchdruckerei und der Oberschwäbische Anzeiger an Eugen Metzger verkauft. Den pomologischen Verlag führte er ab 1868 unter seinem Namen weiter, verlegte ihn 1874 von Ravensburg nach Stuttgart und baute ihn zu einem bedeutenden Fachverlag aus.
Sein Neffe Otto Maier, Sohn von Julie und Carl Maier, wurde im Dezember 1876 mit 24 Jahren Teilhaber der Dorn’schen Buchhandlung.
Moritz Ulmer gründete 1896 mit seinem Schwiegervater Heinrich Ungeheuer das Unternehmen „Ungeheuer & Ulmer“ (Ludwigsburger Kreiszeitung).
1898 nahm Eugen Ulmer seinen Sohn Eugen und 1900 seinen Sohn Richard als Teilhaber in das Geschäft auf.
Das Verlagsprogramm umfasste ausschließlich Bücher und Schriften aus den Gebieten der Land- und Forstwirtschaft, des Obst-, Gemüse-, Garten- und Weinbaus. Auch zahlreiche Zeitschriften erschienen in seinem Verlag, u. a. seit 1891 die Zeitschrift für Pflanzenkrankheiten, seit 1898 die Praktischen Blätter für Pflanzenbau und Pflanzenschutz, seit 1900 Fühling´s Landwirtschaftliche Zeitung und seit 1903 die Naturwissenschaftliche Zeitschrift für Forst- und Landwirtschaft.
Ein besonderes Anliegen von Eugen Ulmer war es, den Landwirten die Ergebnisse wissenschaftlicher Forschung in gemeinverständlichen Publikationen zugänglich zu machen. Beispielhaft hierfür war die über einhundert Bände umfassende Schriftenreihe Des Landmanns Winterabende. Belehrendes und Unterhaltendes aus allen Zweigen der Landwirtschaft. Für seine Verdienste als Verleger wurde Ulmer 1905 vom König von Württemberg mit der Großen Medaille für Kunst und Wissenschaft am Bande des Friedrichs-Ordens ausgezeichnet.